# Heteromys australis
Heteromys australis là một loài động vật có vú trong họ Chuột kangaroo, bộ Gặm nhấm. Loài này được Thomas mô tả năm 1901.